# Al·loquímic

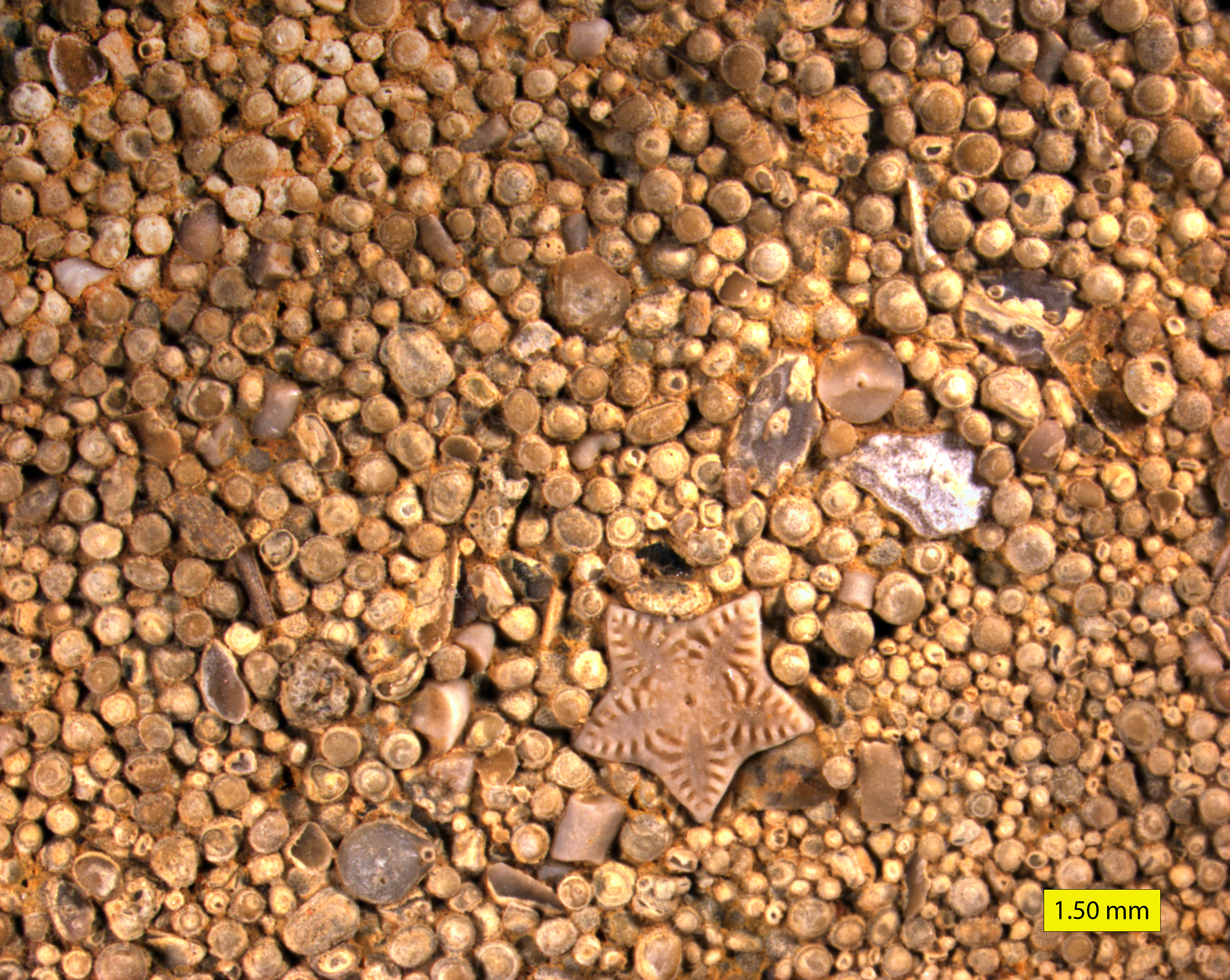
Ooides en la superfície d'una pedra calcària del Juràssic) a Utah. Els més grossos fan 1,0 mm de diàmetre.

Al·loquímic (en anglès:Allochem) és un terme introduït per Folk per descriure els grans recognoscibles en les roques carbonatades. Qualsevol fragment d'una mida d'uns ½mm cap amunt, es pot considerar un al·loquímic. Els exemples inclouem ooides, peloides, oncòlits, pel·lets, fragments de fòssils o fragments preexistents de carbonat. Els fragments continuent dient-se al·loquímics si han experimentat transformacions químiques - per exemple en una closca d'aragonita substituïda més tard per calcita, la substitució continua sent un al·loquímic.
Els al·loquímics típicament estan embeguts en una matriu geològica de micrita o calcita.